# Bogdan-Ionel Rodeanu
Bogdan-Ionel Rodeanu (n. 18 iulie 1980, Galați, România) este un deputat român, ales în 2016, 2020 și 2024 pe listele Uniunii Salvați România (USR).